# Lucy Barreto
Lucy Villela Barreto Borges (Uberlândia, Minas Gerais, 1933) é uma das mais importantes produtoras brasileiras. Com seu marido, Luiz Carlos Barreto, está à frente da L.C. Barreto e Filmes do Equador, onde é a responsável pela orientação e escolha dos projetos que serão produzidos. Lucy Barreto tem um dos olhares mais experientes na produção do cinema nacional.
Seu primeiro trabalho na área cinematográfica foi como produtora de Tati, a garota (1972), de Bruno Barreto. Desde então, já produziu e coproduziu mais de 80 títulos entre longas-metragens, documentários e séries para TV.
Produziu Bye Bye Brazil  (1980), de Carlos Diegues, e títulos que deram prestígio aos seus dois filhos cineastas, ambos indicados ao Oscar de melhor filme estrangeiro em anos consecutivos: O quatrilho (1996), de Fábio Barreto, e O que é isso, companheiro? (1997), de Bruno Barreto.
Em 1999, ela e seu marido, Luiz Carlos Barreto, receberam o troféu Oscarito, prêmio concedido pelo Festival de Gramado a profissionais de destaque do cinema brasileiro.
Desde 2013, Lucy Barreto é membro da Ordem do Mérito Cultural, na classe de comendador.

## Filmes
O primeiro filme em que trabalhou foi Os Herdeiros (1970), de Carlos Diegues. Entre outros filmes que produziu ou coproduziu, destacam-se:
- Terra em Transe (1967), de Glauber Rocha
- O Crime do Zé Bigorna (1977), de Anselmo Duarte
- Bye Bye Brasil (1979), de Carlos Diegues
- Menino do Rio (1981), de Antônio Calmon
- Inocência (1983), de Walter Lima Jr.
- Memórias do Cárcere (1984), de Nelson Pereira dos Santos
- O Caminho das Nuvens (2003), Vicente Amorim
- Casa de Areia (2005), de Andrucha Waddington
- O Homem Que Desafiou o Diabo (2007), de Moacyr Góes

Com Fábio Barreto e Marcelo Santiago, Lucy Barreto dirigiu um único filme - Grupo Corpo 30 Anos – Uma Família Brasileira (2007).